# Ironoquia parvula
Ironoquia parvula là một loài Trichoptera trong họ Limnephilidae. Chúng phân bố ở miền Tân bắc.